# Donal Logue
Pour les articles homonymes, voir Logue.
Donal Logue est un acteur, producteur, réalisateur et scénariste canado-irlandais né le 27 février 1966 à Ottawa (Canada).

## Biographie
Donal Logue est né à Ottawa, en Ontario. Son père était missionnaire catholique irlandais en Afrique, où il a rencontré la mère de Donal, Elizabeth ; ils s'y sont par la suite mariés et ont eu cinq enfants. Donal a trois sœurs et un frère : Karina, une actrice, sa sœur jumelle Deirdre, Eileen, consultante en matière d'éducation et Michael.
Donal a vécu la majeure partie de son enfance et de son adolescence à El Centro, en Californie, où il est allé au lycée Central Union High School. Pendant son année junior, il est allé à St Ignatius' College Enfield, Middlesex en Angleterre. 
Après le lycée, Logue a étudié l'histoire à l'université Harvard. Après ses études, il rejoint l'Académie d'art dramatique britanno-américaine à Londres, jouant différentes pièces de théâtre avant de décrocher son premier rôle dans Les Experts en 1992.
Sa mère était professeur au lycée de Calexico en Californie pendant les années 1980 et les années 1990. Il fait de fréquents aller-retour à Killarney, une ville du comté de Kerry en Irlande, où sa mère vit, et où il a la double citoyenneté irlandaise et canadienne.
Donal est divorcé de sa femme Kasey (il porte son nom tatoué sur son épaule) et il a une fille et un garçon. Sa fille, son aînée, est transgenre et se fait désormais appeler Jade, celle-ci a d'ailleurs disparu et Donal et sa femme ont demandé de l'aide à ses fans et followers afin de l'aider à retrouver sa fille. Ce qui a fonctionné puisqu'ils ont retrouvé Jade en juillet 2017.

## Carrière

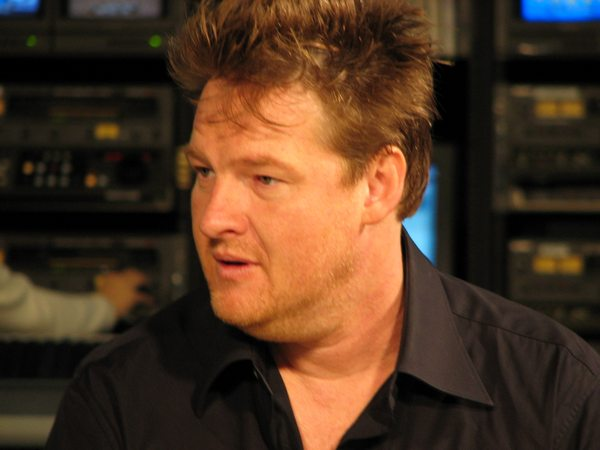

Après quelques petites apparitions à la télévision, le premier vrai rôle de Logue arrive en 1992 avec le film Les Experts où il joue le Dr. Gunter Janek. En 1994, Logue fait une apparition dans la série Bienvenue en Alaska jouant un agent de cinéma, Judd Bromell, dans l'épisode Baby Blues. Peu de temps après, il joue un agent du FBI qui s'oppose à l'agent Fox Mulder dans la série X-Files. 
Au milieu des années 1990, Logue atteint une petite renommée en tant que Jimmy The Cab Driver pour MTV. Il a plus de 40 apparitions dans un film à son actif, incluant le film Blade (jouant le vampire Quinn) et The Patriot avec Mel Gibson. Enfin au début de l'année 2000 il joue dans deux films du réalisateur Edward Burns, Purple Violets et The Groomsmen.
La carrière de Donal Logue atteint un autre niveau quand il interprète Tex dans The Tao of Steve ; pour ce film, Logue reçoit le prix du meilleur acteur au Festival du film de Sundance en 2000. Donal Logue est alors repéré par le producteur de la série à succès Urgences. Il joue le rôle de Chuck Martin, un infirmier que le Docteur Susan Lewis épouse à Las Vegas, il apparait alors dans une dizaine d'épisodes. Concurrent de Urgences, la série Parents à tout prix engage Donal Logue pour le rôle-titre de Sean Finnerty, jeune père d'une famille d'origine irlandaise typique de la côte Est américaine. La série est diffusée partout dans le monde et propulse la carrière de Logue. Ce qui fait alors de lui l'un des acteurs ayant joué dans deux séries télévisées diffusées en même temps. 
À la fin de la série, Logue obtient encore le rôle-titre de la série Les As du braquage, malheureusement la série ne dure que 22 épisodes et est supprimée de la chaine ABC. Durant cette même période, il apparait dans le film Et si c'était vrai... jouant le meilleur ami de Mark Ruffalo dans un hôpital psychiatrique.
Logue enchaine ensuite avec plusieurs blockbusters américains, interprétant le rôle de Mack au côté de Nicolas Cage, dans le film Ghost Rider, mais aussi l'inspecteur Ken Narlow dans le film Zodiac et enfin le partenaire de Mark Wahlberg dans le film Max Payne. 
En 2007, il obtient un rôle récurrent dans la série Life.
Il incarne depuis 2014 Harvey Bullock, coéquipier de James Gordon, dans la série Gotham.

## Filmographie

### Comme acteur

#### Cinéma
- 1992 : Les Experts (Sneakers) : Dr Gunter Janek
- 1993 : Gettysburg : Capt. Ellis Spear
- 1994 : The Crew : Bill Pierce
- 1994 : Harcèlement (Disclosure) : Chance Geer
- 1994 : Les Quatre Filles du docteur March (Little Women) : Jacob Mayer
- 1995 : Baja : Alex
- 1995 : Miami Rhapsodie (Miami Rhapsody) : Derek
- 1995 : Les trois ninjas se révoltent (3 Ninjas Knuckle Up) : Jimmy
- 1996 : The Size of Watermelons : Gnome
- 1996 : Winterlude : Chris Hampson
- 1996 : The Grave : Cletus
- 1996 : I Want My MTV (vidéo) : Jimmy McBride / Jimmy the Cab Driver
- 1996 : Au-delà des lois (Eye for an Eye) : Tony
- 1996 : Diabolique : Video Photographer #1
- 1996 : Escroc malgré lui (Dear God) : Webster
- 1996 : Jerry Maguire : Rick, Junior Agent
- 1997 : Le Flic de San Francisco (Metro) : Earl
- 1997 : Men with Guns : Goldman
- 1997 : First Love, Last Rites : Red
- 1998 : Blade : Quinn
- 1998 : La Ligne rouge (The Thin Red Line) : Marl
- 1999 : Just married (ou presque) (Runaway Bride) : Priest Brian
- 1999 : The Big Tease : Eamonn
- 2000 : Le Tao de Steve (The Tao of Steve) : Dex
- 2000 : The Million Dollar Hotel : Charley Best
- 2000 : Piège fatal (Reindeer Games) : Pug
- 2000 : Steal This Movie : Stew Albert
- 2000 : Cybertr@que (Takedown) : Alex Lowe
- 2000 : Les Opportunistes (The Opportunists) : Pat Duffy
- 2000 : The Patriot : Dan Scott
- 2001 : Glam : Tom Stone
- 2001 : The Château : Sonny
- 2002 : Comic Book Villains (vidéo) : Raymond McGillicudy
- 2003 : American Splendor : Stage Actor Harvey
- 2003 : Confidence : officier Lloyd Whitworth
- 2003 : Two Days : Ray O' Connor
- 2005 : Tennis, Anyone...? : Danny Macklin
- 2005 : Et si c'était vrai... (Just Like Heaven) : Jack Houriskey
- 2006 : Jack's Law : Buzz
- 2006 : Festin de requin (Shark Bait) : Troy (voix)
- 2007 : Son ex et moi (The Ex)
- 2007 : Zodiac  : Ken Narlow
- 2007 : Purple Violets : Chazz Coleman
- 2007 : Ghost Rider : Mack
- 2008 : Max Payne de John Moore : Alex Balder
- 2009 : The Lodger : Joe Bunting
- 2010 : Le Secret de Charlie : Tink Weatherbee
- 2011 : Shark Night 3D : shérif Greg Sabin
- 2013 : CBGB de Randall Miller : Merv Ferguson
- 2015 : The Intruders (en) : Jerry Halshford
- 2018 : The Cloverfield Paradox de Julius Onah : Mark Stambler
- 2021 : Resident Evil : Bienvenue à Raccoon City (Resident Evil: Welcome to Raccoon City) de Johannes Roberts :  Brian Irons
- 2021 : Sometime Other Than Now de Dylan McCormick : Sam

#### Télévision
- 1990 : Common Ground : Danny McGoff
- 1991 : Darrow : James McNamara
- 1992 : Medusa: Dare to Be Truthful (TV) : Shane Pencil
- 1992 : Une deuxième chance (Getting Up and Going Home)
- 1993 : Preuve d'amour (Labor of Love: The Arlette Schweitzer Story) : Kevin Uchytil
- 1993 : X-Files : Aux frontières du réel (série télévisée) : agent Tom Colton (saison 1, épisode 3 : Compressions)
- 1993 : Les Soldats de l'espérance (And the Band Played On) : Bobbi Campbell
- 1994 : La Victoire d'une mère (The Yarn Princess) : Bob Mathews
- 1995 : Medicine Ball : Danny Macklin
- 1996 : Public Morals : Ken Schuler
- 1997-1999 : The Practice (5 épisodes) : Dickie Flood
- 1998 : Vietnam: Un adroit mensonge (A Bright Shining Lie) : Steven Burnett
- 2001 - 2005 : Parents à tout prix (Grounded For Life) : Sean Finnerty
- 2003 - 2005 : Urgences : Chuck Martin (11 épisodes)
- 2007 : Damages : l'ami de Tom
- 2007 : Monk (saison 6, épisode 9) : Gully
- 2007 : Les As du braquage : Eugene Gurkin
- 2008-2009 : Life : capitaine Kevin Tidwell (21 épisodes)
- 2010 : Terriers : Hank Dolworth (13 épisodes)
- 2011 : Dr House (saison 7, épisode 20) : Cyrus Harry
- 2012 - 2013 : Sons of Anarchy : Lee Toric (7 épisodes)
- 2013 : Vikings : roi Horik
- 2013 : Copper : Brendan Donovan (10 épisodes)
- 2013 : Un pacte mortel (Kill for me) : Garret Jones
- 2014 : New York, unité spéciale : lieutenant Declan Murphy
- 2014 - 2019  : Gotham : inspecteur Harvey Bullock
- 2019 : Stumptown : Artie Banks P.I.
- 2021 : What We Do in the Shadows : Lui-même
- 2025 : Les Enquêtes de Murdoch : Détective Ronald Perle (saison 18, épisode 10)

### Comme producteur
- 2002 : Comic Book Villains (vidéo)
- 2005 : Tennis, Anyone...?

### Comme réalisateur
- 2005 : Tennis, Anyone...?

## Distinctions

### Récompenses
- Donal Logue a reçu pour le rôle de Dex (Le Tao de Steve) le prix d'interprétation masculine au Festival de Sundance 2000.

## Voix françaises
En France, Jean-François Aupied est la voix française régulière de Donal Logue. Cependant, Loic Houdré l'a doublé dans la série Life et dans un téléfilm, Guillaume Orsat dans la série Vikings, et Jacques Frantz dans un épisode de la série Dr House.